# Maschinenfabrik Fahr
La Maschinenfabrik Fahr è stato un costruttore di ingegneria agraria con sede a Gottmadingen, Landkreis Konstanz nel Baden-Württemberg.

## Storia

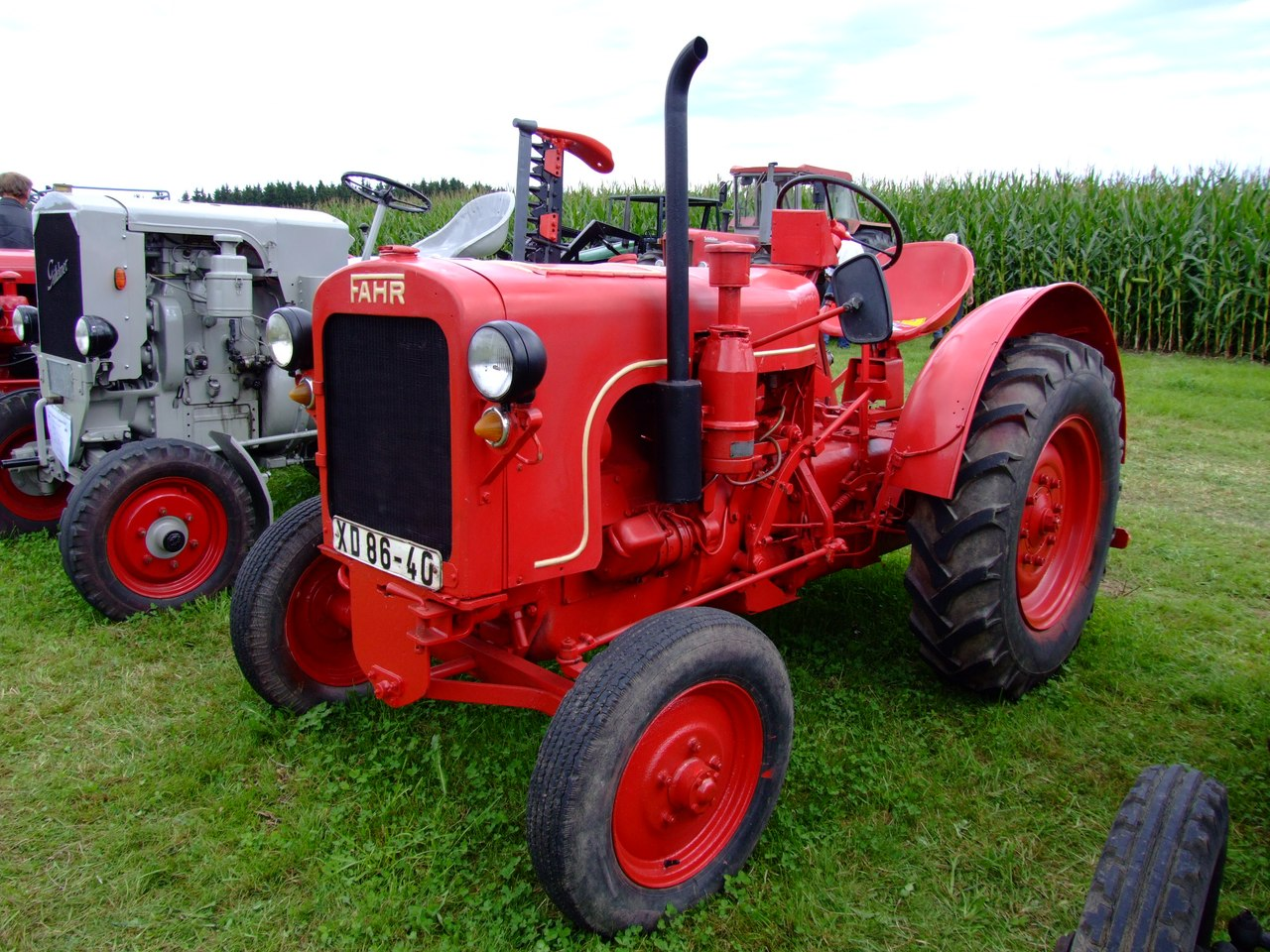
Fahr F 22

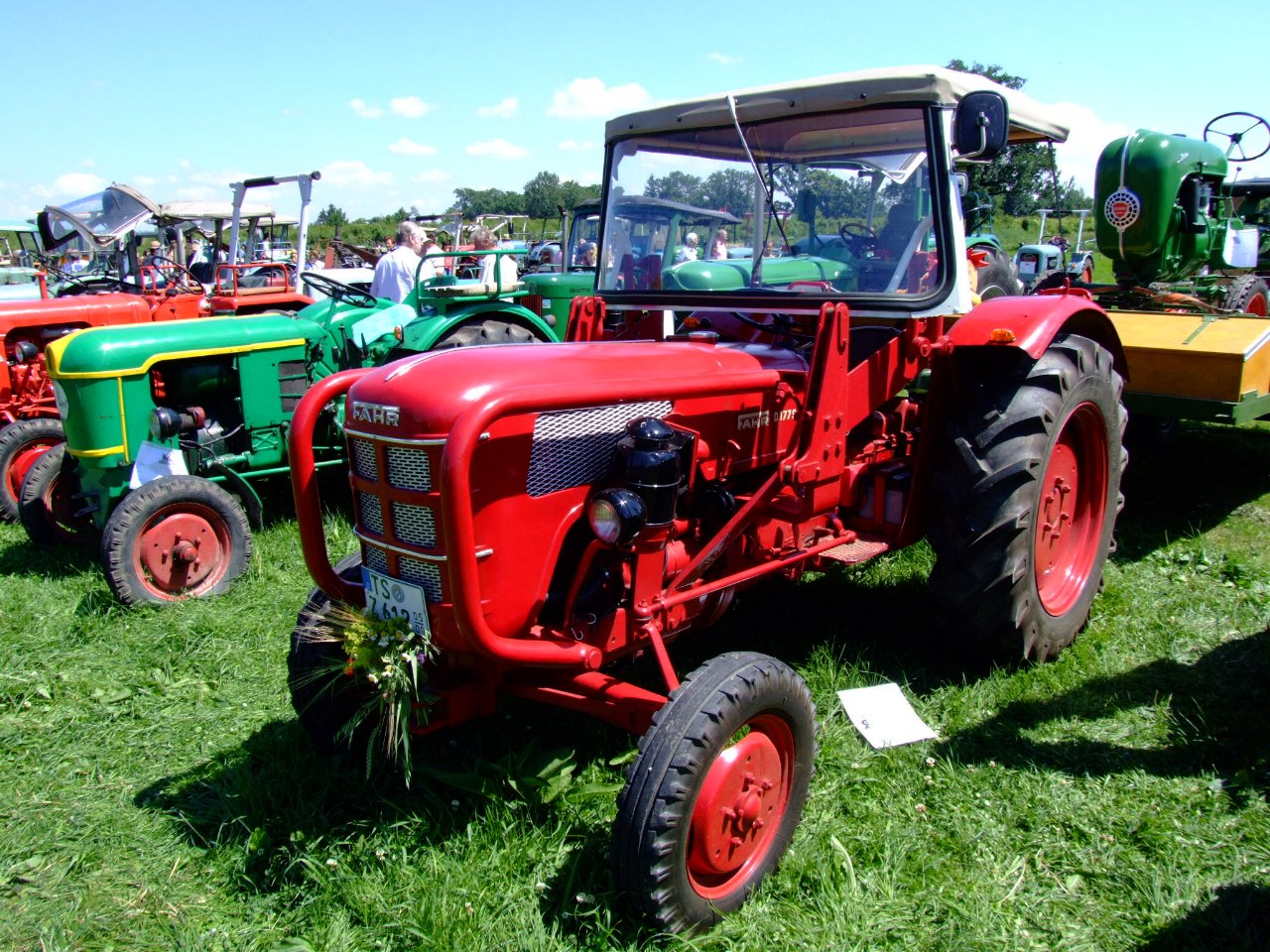
Fahr D 177 S, 1959

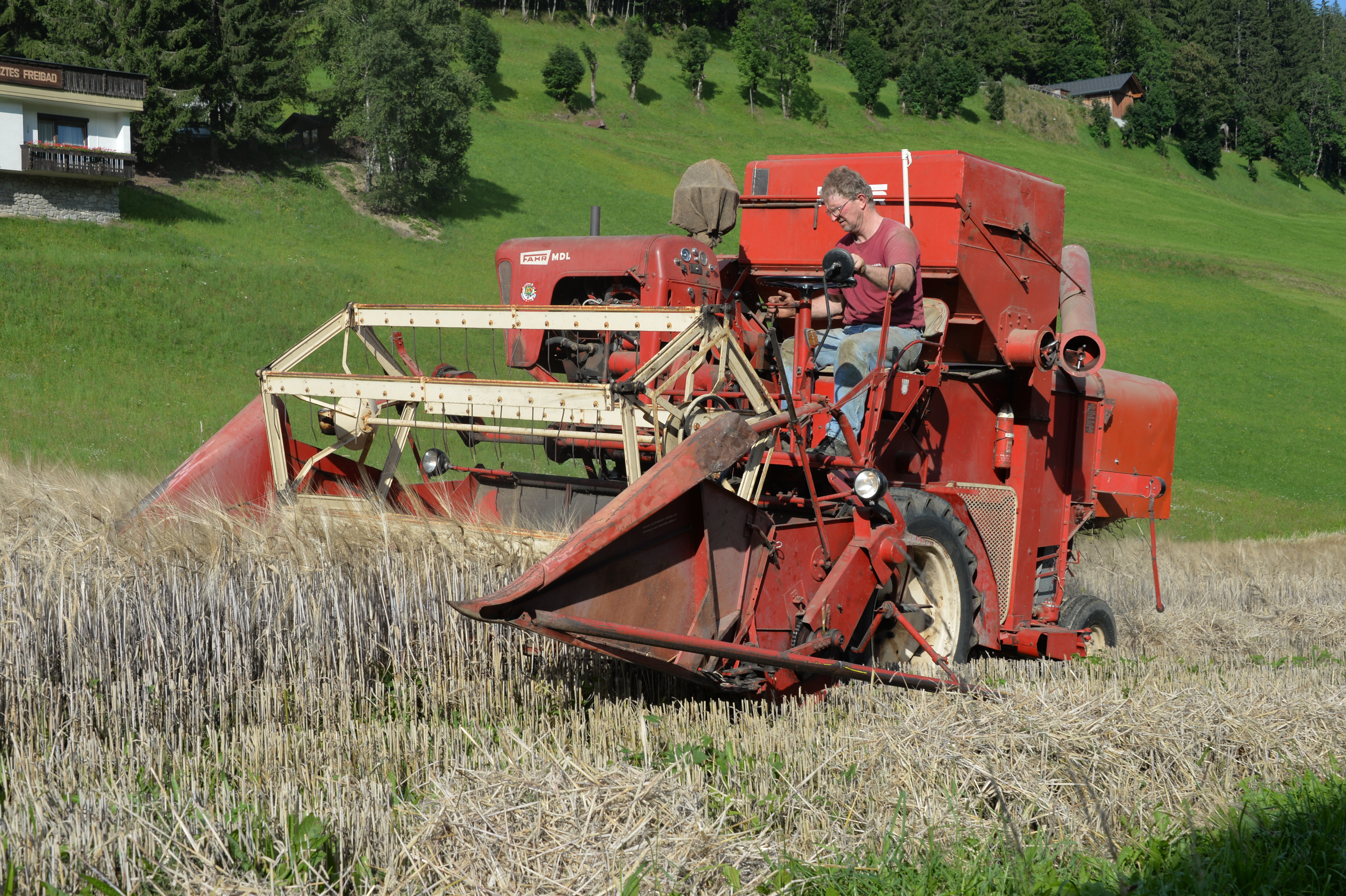
Trebbiatrice MDL

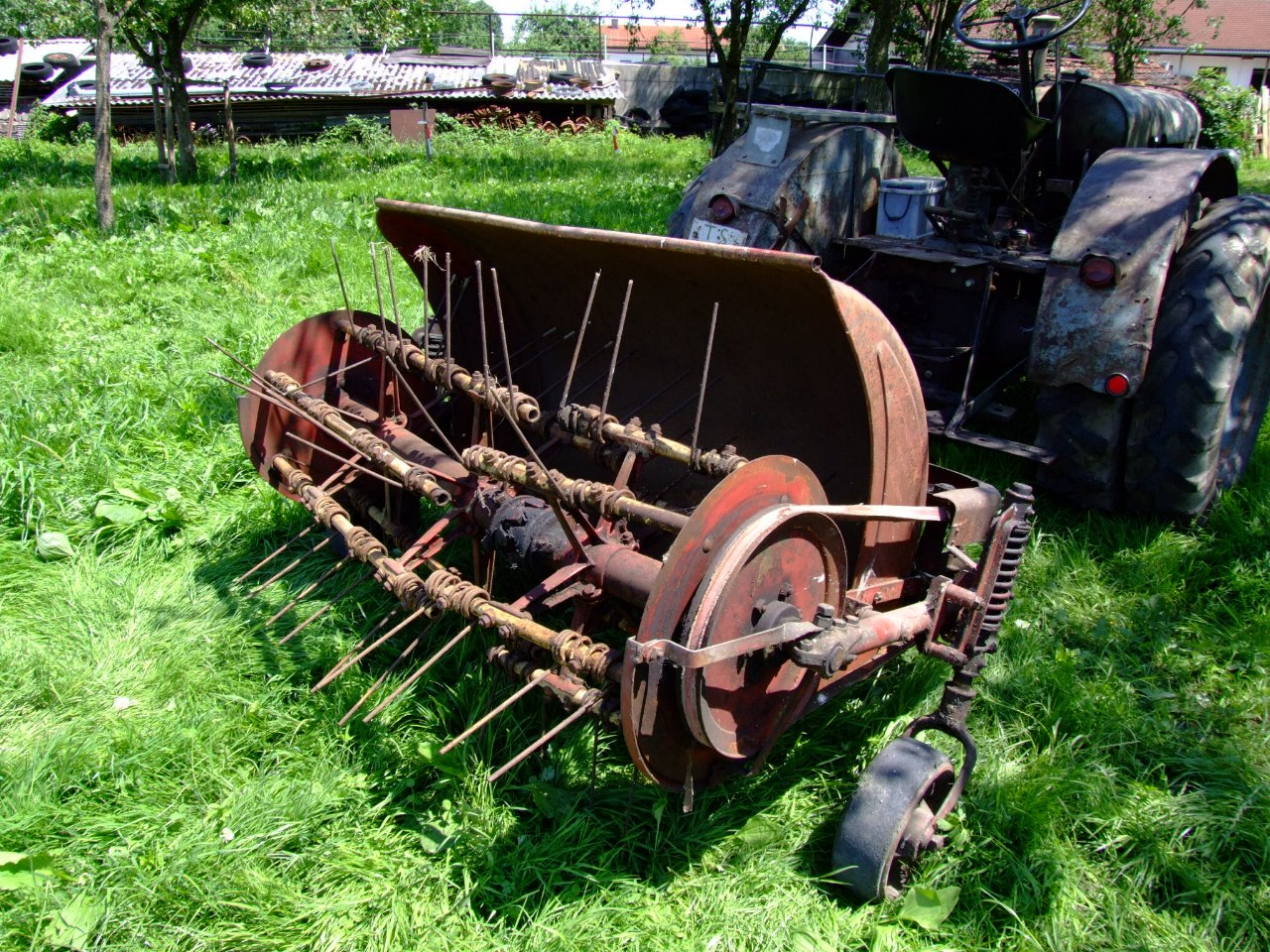
Spandivoltafieno

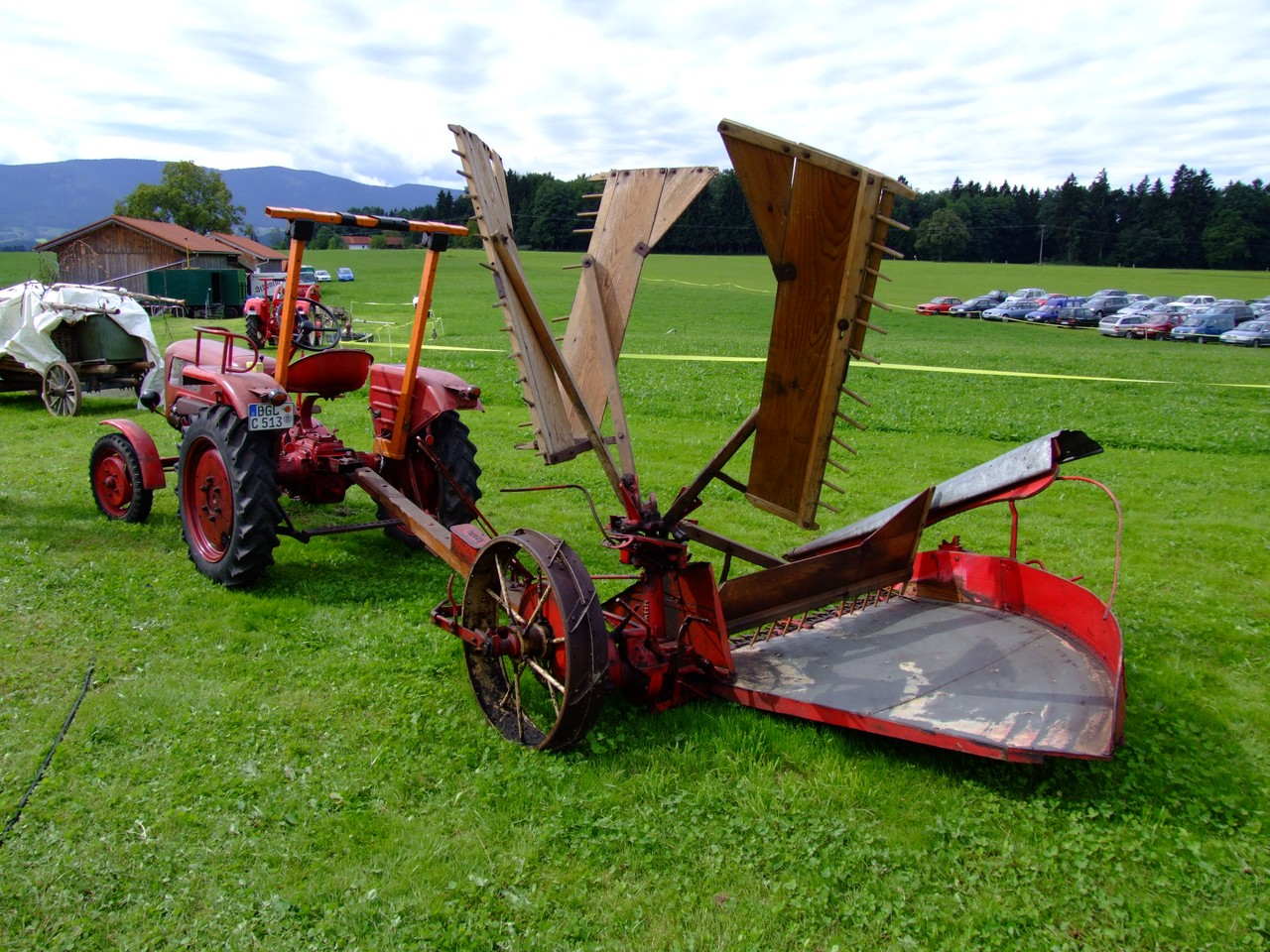
Mähbinder

La società fu fondata nel 1870 da Johann Georg Fahr a Gottmadingen. Nel 1892 venne fondata una fonderia a Stockach come seconda fabbrica. Nel 1903 diventa una società pubblica, e Johann Georg Fahr lasciò la guida ai figli e ai due figliastri. Il 24 ottobre 1911 la società diventa una società per azioni, appartenente alla famiglia.
Nel 1938 iniziò la produzione di trattori agricoli. I motori furono forniti dalla Güldner e Deutz. Il primo trattore fu l' F22 con un motore da 22 HP della Deutz, la trasmissione era della stessa  Fahr. Durante la seconda guerra mondiale la Fahr produsse solo il modello di trattore a gas d'aria secondo lo Schell-Plans, l' HG25.
Nel 1951 presentò alla DLG-Ausstellung di Amburgo il primo esempio di mietitrebbiatrice tedesca. Un anno più tardi iniziò la produzione serie. Nel 1952 viene fondata la Fahr-Argentina S. R. L. a Buenos Aires. Dal 1955 al 1966 vennero prodotti 1.000 esemplari di macchine agricole. Nel 1958 avviene una cooperazione con la Güldner per dei trattori. Un anno più tardi viene presentata la serie Europa.
Accanto alla Fahr-Landmaschinen- und -Schlepperwerk di Gottmadingen vi era la fonderia storica di Stockach e con la fabbrica di ingranaggi di Karlsruhe i dipendenti furono circa un migliaio.
Nel 1961 la Deutz AG acquisisce il 25% delle azioni Fahr. Nel 1968 la Deutz acquisisce la maggioranza delle azioni. Un anno dopo la Deutz acquisisce il controllo della Ködel & Böhm. I mezzi prodotti furono marchiati dal 1970 Fahr, e dal 1973 vennero prodotti anche sistemi di smaltimento rifiuti. Nel 1975 la Deutz acquisisce la totalità delle azioni. Fahr due anni dopo diviene parte della Klöckner-Humboldt-Deutz-Konzern e incorporata dalla Deutz-Fahr. Nel 1984 il tipico rosso Fahr venne sostituito dal verde chiaro Deutz-Fahr.
Nel 1988 la fabbrica di Gottmadingen diviene della olandese Greenland. La sede venne spostata a Kverneland e nel luglio 2006 la fabbrica di Gottmadingen fu chiusa.

## Borsa
Nel giugno 2000 la finanziaria Sparta AG acquisisce il controllo della Maschinenfabrik Fahr. Un anno più tardi la società viene venduta alla AIG AG con la creazione il 10 settembre 2001 della FAHR Beteiligungen AG e sede a Colonia. Fahr viene acquisita dalla KHD Humboldt Wedag AG della Deutz AG. Viene creata la MFC Industrial Holdings AG (15 ottobre 2004), KHD Humboldt Wedag International (Deutschland) AG (20 novembre 2006) e KHD Humboldt Wedag International AG (23 marzo 2010).